# Medios de comunicación en Chile

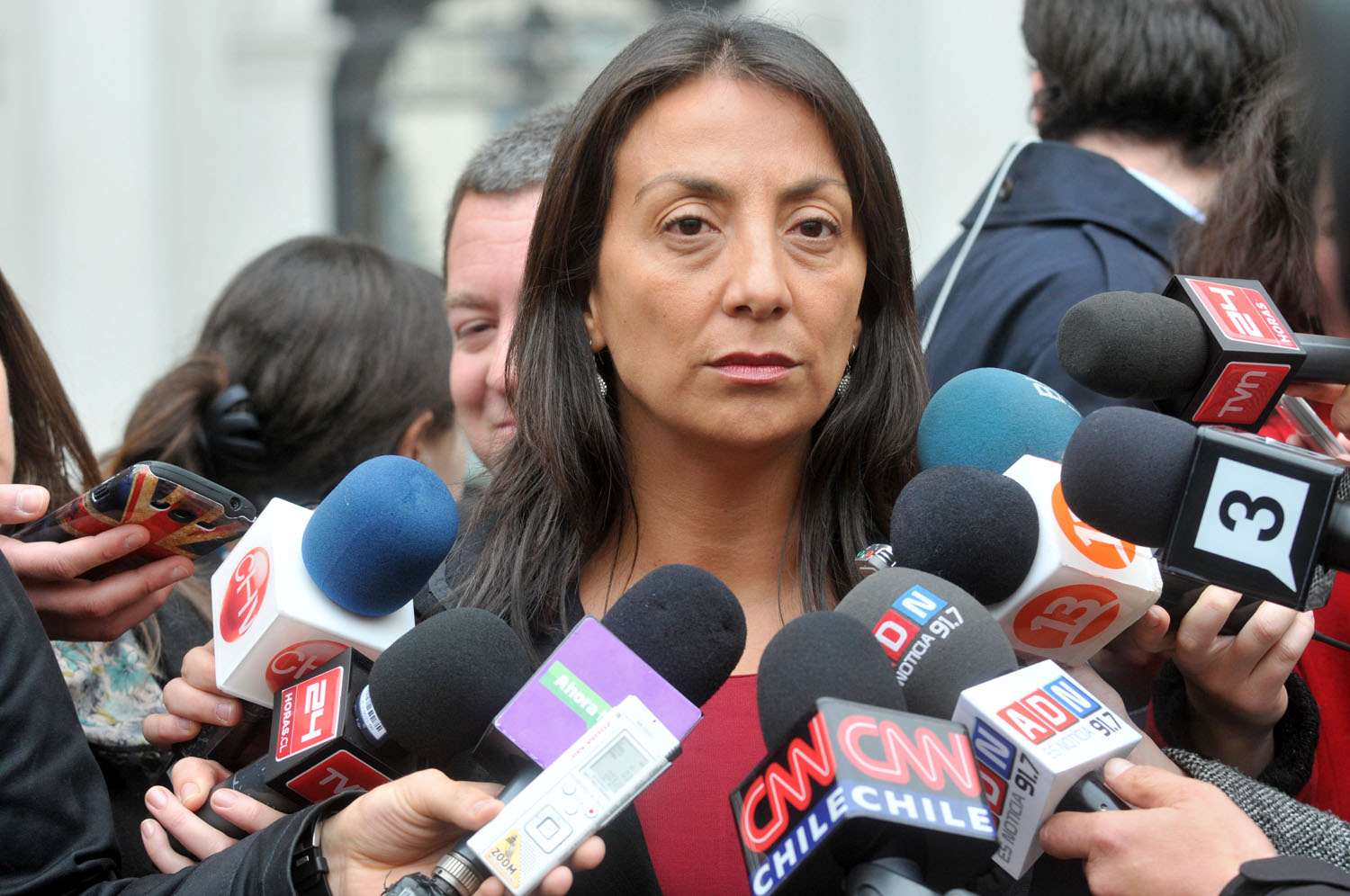
Diversos medios de comunicación chilenos entrevistando a Cecilia Pérez en el Palacio de La Moneda en 2013.

Los medios de comunicación en Chile poseen diferentes pensamientos, líneas editoriales y cultura. A la televisión, la radio y los periódicos, los medios de comunicación masiva tradicionales, se ha sumado últimamente Internet como un nuevo medio de comunicación en Chile.

## Televisión

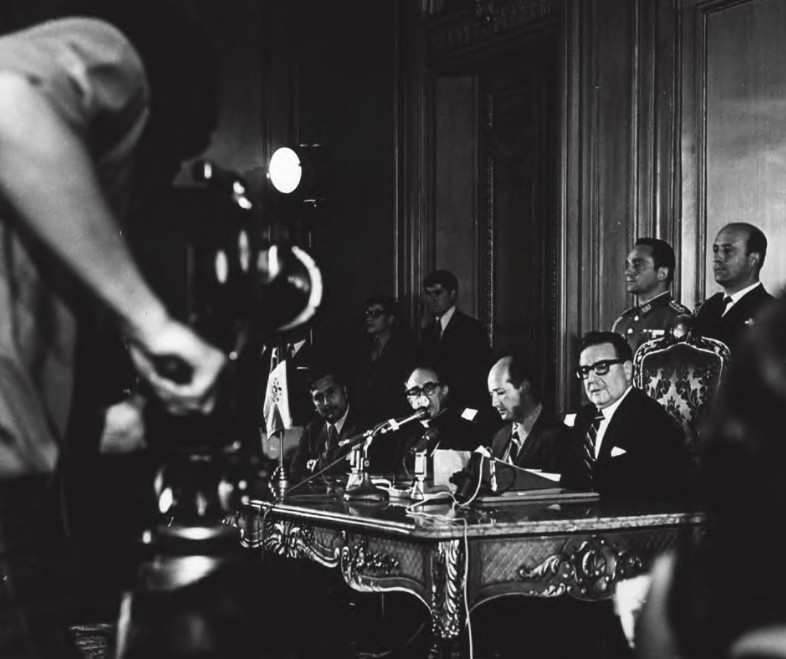
Cámara de televisión transmitiendo la firma de la nacionalización del cobre por Salvador Allende, en 1970.

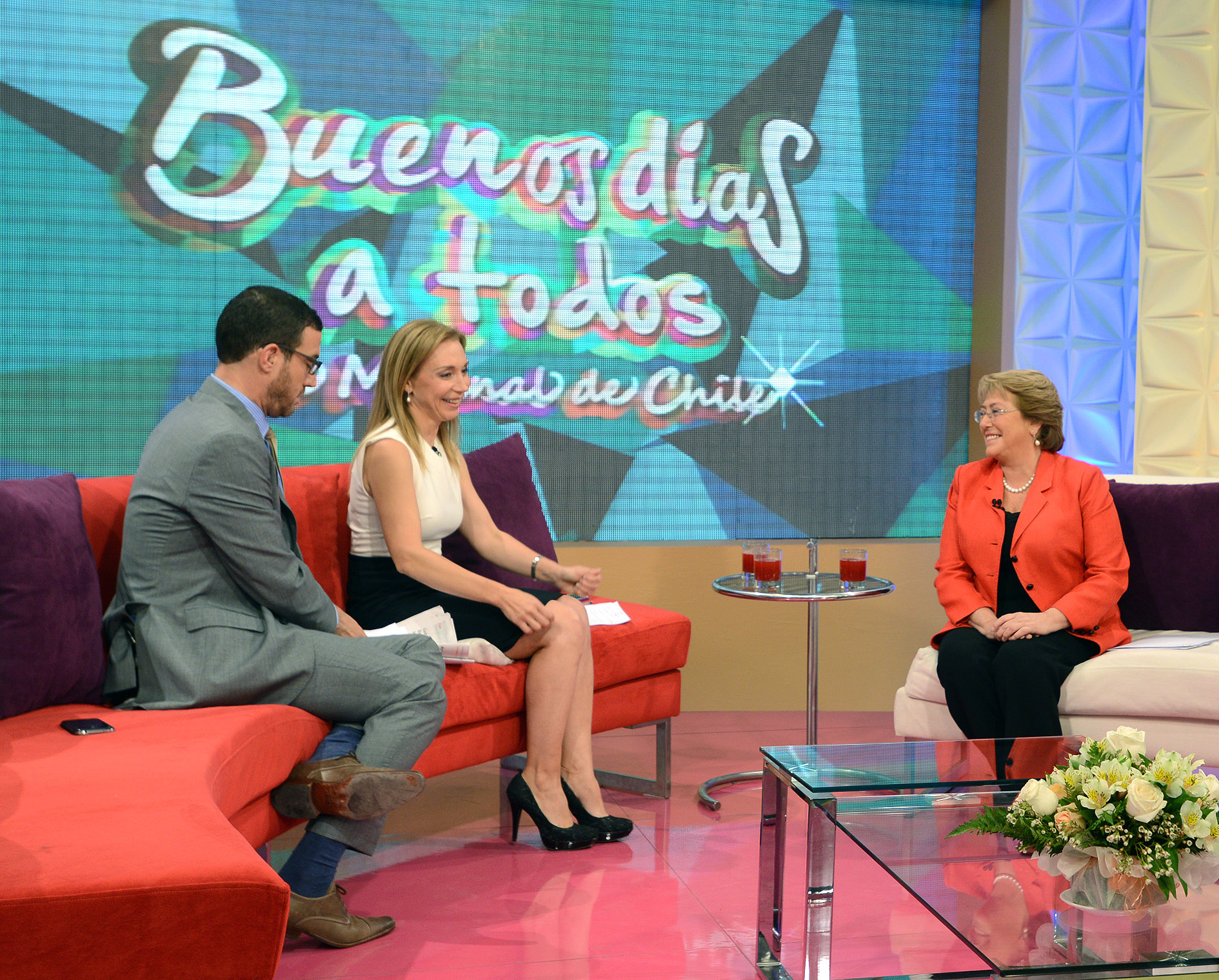
Entrevista a la presidenta Michelle Bachelet en el programa Buenos días a todos de Televisión Nacional de Chile.

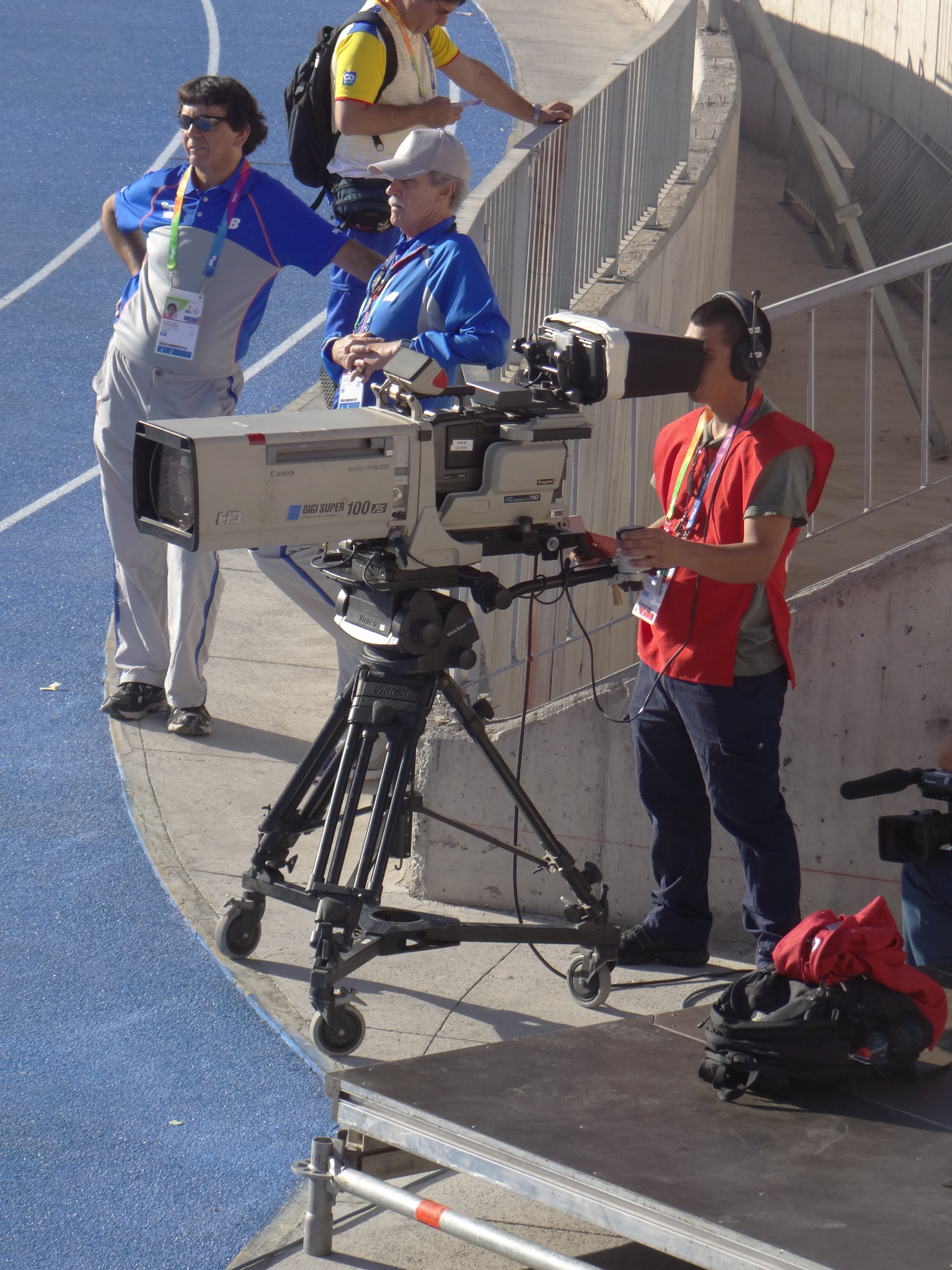
Transmisión televisiva de los Juegos Suramericanos de 2014.

### Historia
La primera transmisión televisiva se realizó el 5 de octubre de 1957 realizada por la Cooperativa de Televisión de la Pontificia Universidad Católica de Valparaiso UCV Televisión . Sin embargo, solo hasta las transmisiones de la Copa Mundial de Fútbol de 1962, realizada en Chile, la televisión se transformó en un Medio de comunicación de masas (MCM).
En 1970, una ley promulgó que solo el Estado y las universidades podían tener una concesión televisiva. Fue modificada en 1990, con la llegada de la democracia.

### Emisoras[1][2]

#### Nacional
- Canal 2: Telecanal (2005) Canal 56 UHF en HD ISDB-Tb Santiago
- Canal 4: La Red (1991) Canal 28 UHF en HD ISDB-Tb Santiago
- Canal 5: TV+ (1957) (Santiago) Canal 29 UHF en HD ISDDB-Tb Santiago
- Canal 7: Televisión Nacional de Chile (1969) Canal 33 UHF en HD ISDB-Tb en Santiago
- Canal 9: Mega (1990) Canal 27 UHF en HD ISDB-Tb en Santiago
- Canal 11: Chilevisión (1960) Canal 30 UHF en HD ISDB-Tb en Santiago
- Canal 13: Canal 13 (1959) Canal 24 UHF en HD ISDB-Tb en Santiago

#### Regional
Región de Tarapacá
- Fraternidad Ecológica Universitaria (Canal 2, Huara)
- RTC Televisión (Canal 26, Iquique)

Región de Antofagasta
- Mejillones Televisión (Canal 2, Mejillones)
- Bahía Televisión (Canal 7, Taltal)
- Antofagasta TV (Canal 30, Antofagasta)

Región de Atacama
- Holvoet Televisión (Canal 4, Copiapó)
- Bahía Caldera Televisión (Canal 11, Caldera)
- Canal 3 (Canal 3, Diego de Almagro)
- Canal 2 (Canal 2, Vallenar)
- Huasco Televisión (Canal 24, Huasco y Freirina)

Región de Coquimbo
- ATV (Canal 11, Andacollo)
- TV2 Choapa (Canal 2, Illapel)
- Tele 8 Illapel Televisión (Canal 8, Illapel)
- Más Televisión (Canal 7, Los Vilos)
- Thema Televisión (Canal 2, Ovalle. Canal 13, Andacollo)
- Canal 4 (Canal 4, Salamanca)
- Elquina TV (Canal 5, Vicuña)

Región de Valparaíso
- Litoral de los Poetas Televisión (Canal 11, Algarrobo y El Quisco)
- NuestraVisión (Canal 8, Cabildo. Canal 13, Nogales. Canal 2, Zapallar)
- Giro Visual Televisión (Canal 7, El Quisco)
- Mata O Te Rapa Nui (Canal 13, Isla de Pascua)
- X7 TV (Canal 7, Quillota)
- Canal 2 (Canal 2, San Antonio)
- Valle Televisión (Canal 2, San Felipe y Los Andes)
- Canal 30 (Canal 30, Casablanca)

Región Metropolitana de Santiago
- Canal 3 Melipilla (Canal 3 y Canal 36, Melipilla)
- Canal 2 (Canal 2, San Jose de Maipo)
- TVR (Canal 22, Santiago)
- Nuevo Tiempo Chile (Canal 25, Santiago)
- TV UNIACC (Canal 34, Providencia)
- Enlace Chile (Canal 50, Santiago)
- Liv TV (Canal 54, Santiago)

Región del Libertador Gral. Brenardo O'Higgins
- Éxodo Televisión (Canal 2, Marchigüe)
- STC Televisión (Canal 8, Santa Cruz)
- Centrovisión (Canal 21, Rancagua)
- Canal 3 Pichilemu (Canal 3, Pichilemu)

Región del Maule
- * TeleCauquenes (Canal 2, Cauquenes)
- Contivisión (Canal 3, Constitución)
- Canal 11 Curicó (Canal 11, Curicó)

- TV5 (Canal 5, Linares)

- TVMundo (Canal 12, Parral)

#### Región de Ñuble
- Canal 1 (Chillán) (Canal 1, Chillán)

Región del Biobío
- Canal 6 (Canal 6, Cañete. Canal 10, Los Álamos. Canal 3, Angol (Región de La Araucania))
- Canal 9 Bío-Bío Televisión (Canal 9, Concepción)
- TVU (Canal 11, Concepción)

Región de La Araucanía
- Tele Angol (Canal 4, Angol)
- Canal 5 Angol (Canal 5, Angol)
- Carahue Televisión (Canal 6, Carahue)
- TV 10 Werken (Canal 10, Curarrehue. Canal 6, Panqui)
- Complejo Educacional C-53 (Canal 8, Los Sauces)
- Canal 3 (Canal 3, Melipeuco. Canal 12, Cerro Pailepile)
- Pucón Televisión (Canal 5, Pucón)
- Canal 8 (Canal 8, Saavedra)
- Universidad Autónoma de Chile Televisión (Canal 2, Temuco)
- RTV (Canal 12, Victoria)
- Canal 3 (Canal 3, Villarrica)
- Canal 33 (Canal 33, Temuco)
- Ufrovision, Canal 38.1 TVD Temuco y Padre Las Casas. Señal 48 Telefónica del Sur. (Red de Medios Universidad de La Frontera)
- Television, Educación y Cultura, Tec TV, Canal del Liceo Politécnico de Pueblo Nuevo. Señal 55 Telefónica del Sur.

Región de Los Ríos
- Diócesis de Valdivia (Canal 9, Futrono)
- AMA Televisión (Canal 11, Futrono)
- Sur Televisión (Canal 4, Panguipulli)
- Panguipulli TV (Canal 5, Panguipulli)
- I-Net TV Digital (Canal 6, Valdivia)

Región de Los Lagos
- Alborada (Canal 13, Ancud)
- Décima Televisión (Canal 9, Ancud. Canal 8, Castro)
- RTV Castro (Canal 2, Castro)
- TV Chonchi (Canal 7, Chonchi)
- Muermos Visión (Canal 12, Los Muermos)
- I-Net TV Digital (Canal 2, Osorno)
- TV Quellón (Canal 2, Quellón)

Región Aysén del General Carlos Ibáñez del Campo
- Canal 5 (Canal 5, Chile Chico)
- Maranata Televisión (Canal 2, Puerto Aysén)
- Telesur Aysén TV (Canal 5, Puerto Aysén)

Región de Magallanes y Antártica Chilena
- Extremo Sur Televisión (Canal 2, Puerto Natales)
- Evavisión (Canal 4, Puerto Natales)
- Canal 5 (Canal 5, Puerto Williams)
- Polar Televisión (Canal 2, Punta Arenas)
- Pingüino Televisión (Canal 4, Punta Arenas)
- ITV Patagonia (Canal 11, Punta Arenas)

## Radioemisoras

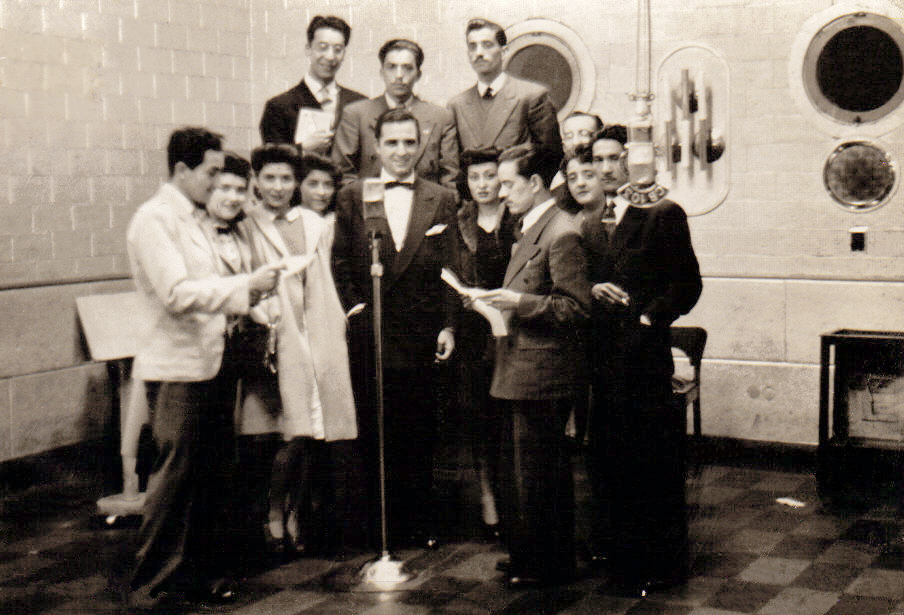
Audición de radioteatro en Radio Cooperativa durante 1944.

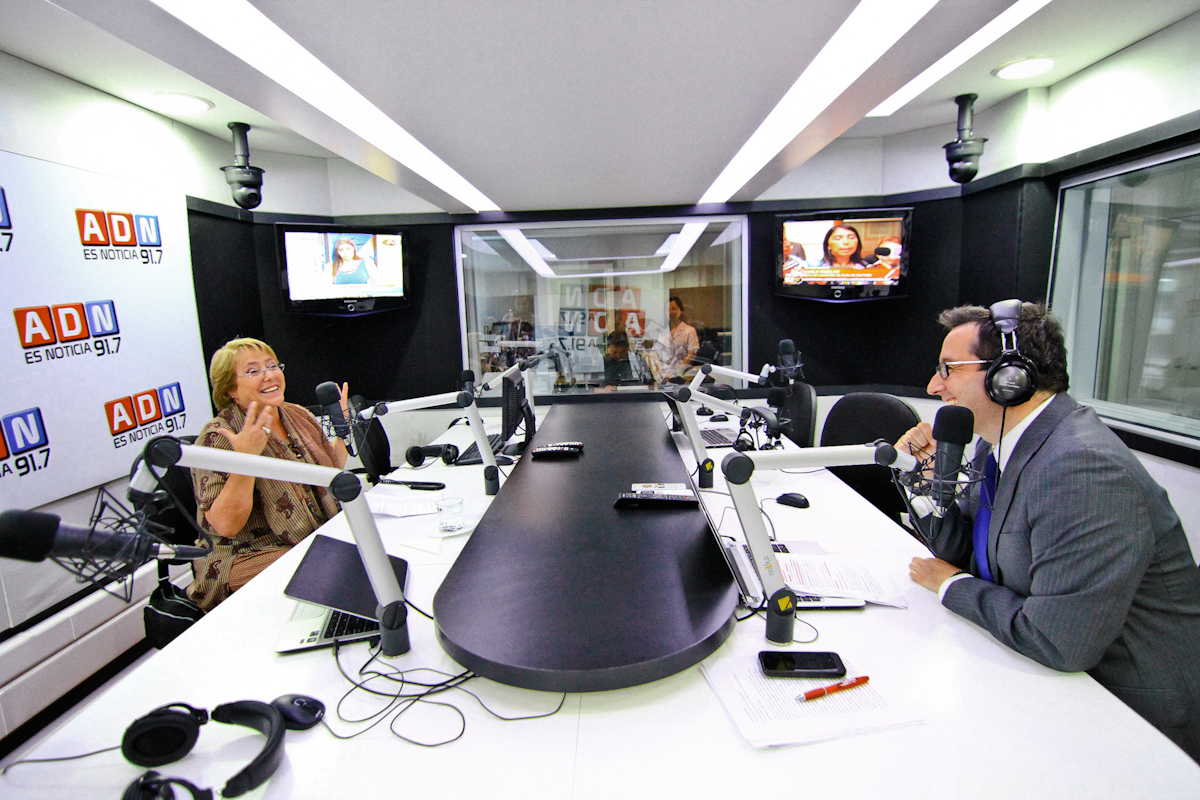
Entrevista a Michelle Bachelet en ADN Radio Chile.

#### Cable
- 13C (Cultura)
- ARTV (Cultura)
- Canal 24 horas (Noticias)
- CNN Chile (Noticias)
- CDTV (Política)
- TV Senado (Política)
- ETC (Infantil)
- Funbox (Infantil)
- CDF Deportes (Fútbol)
- CDO (Deportes)
- REC TV (Archivos)
- Zona Latina (Música y Miscélaneo)
- Vía X (Música y Miscélaneo)
- Bang TV (Música)
- Vive! (Programación VTR)

## Prensa escrita

### Periódicos de circulación diaria

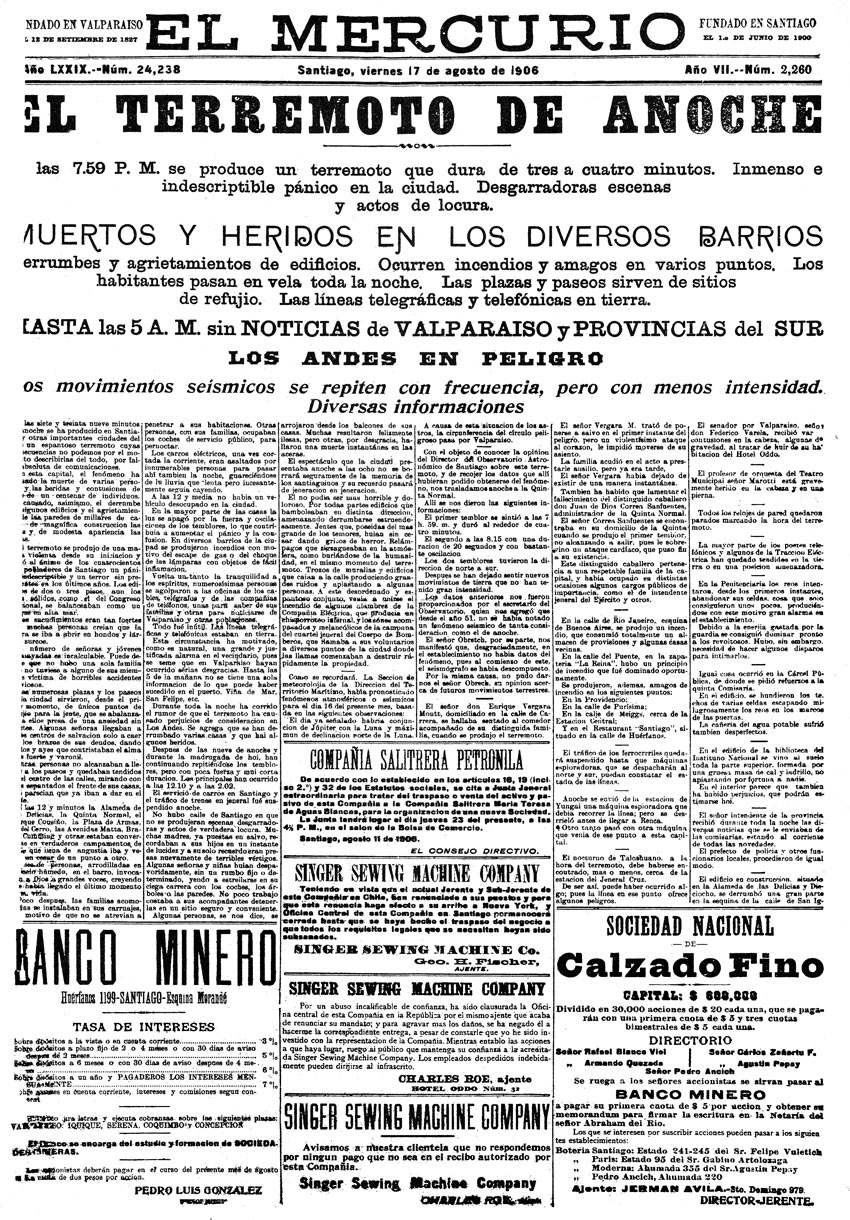
Portada de El Mercurio relatando el terremoto de Valparaíso de 1906.

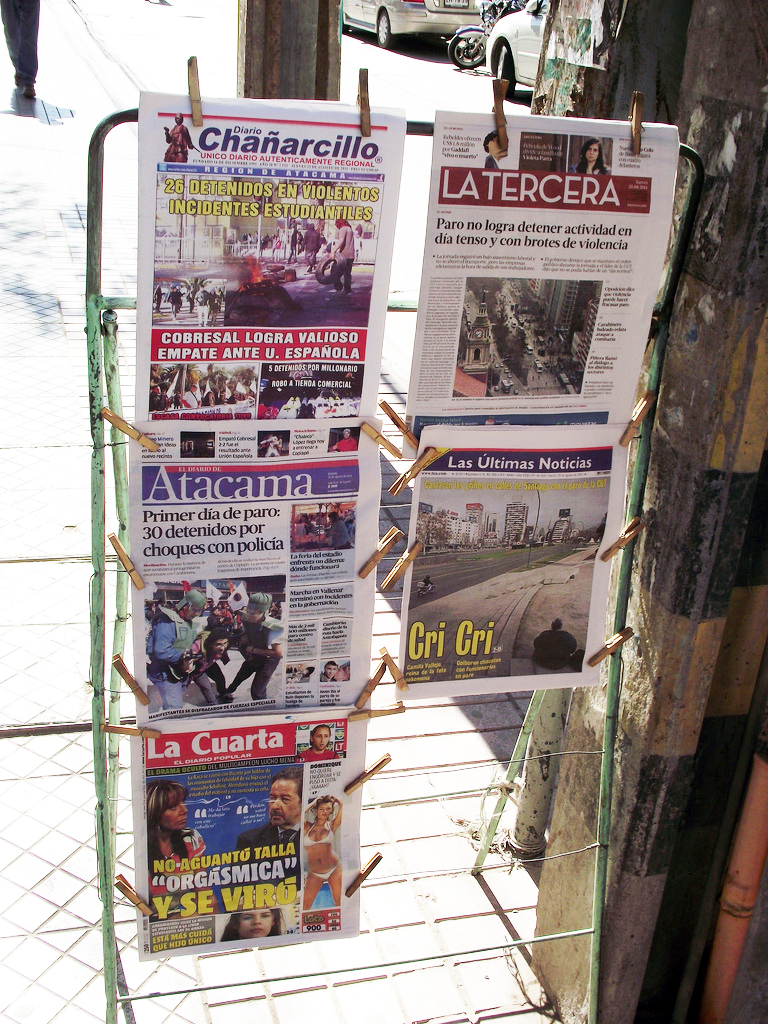
Portadas de algunos diarios de circulación nacional y regional en la ciudad de Copiapó.

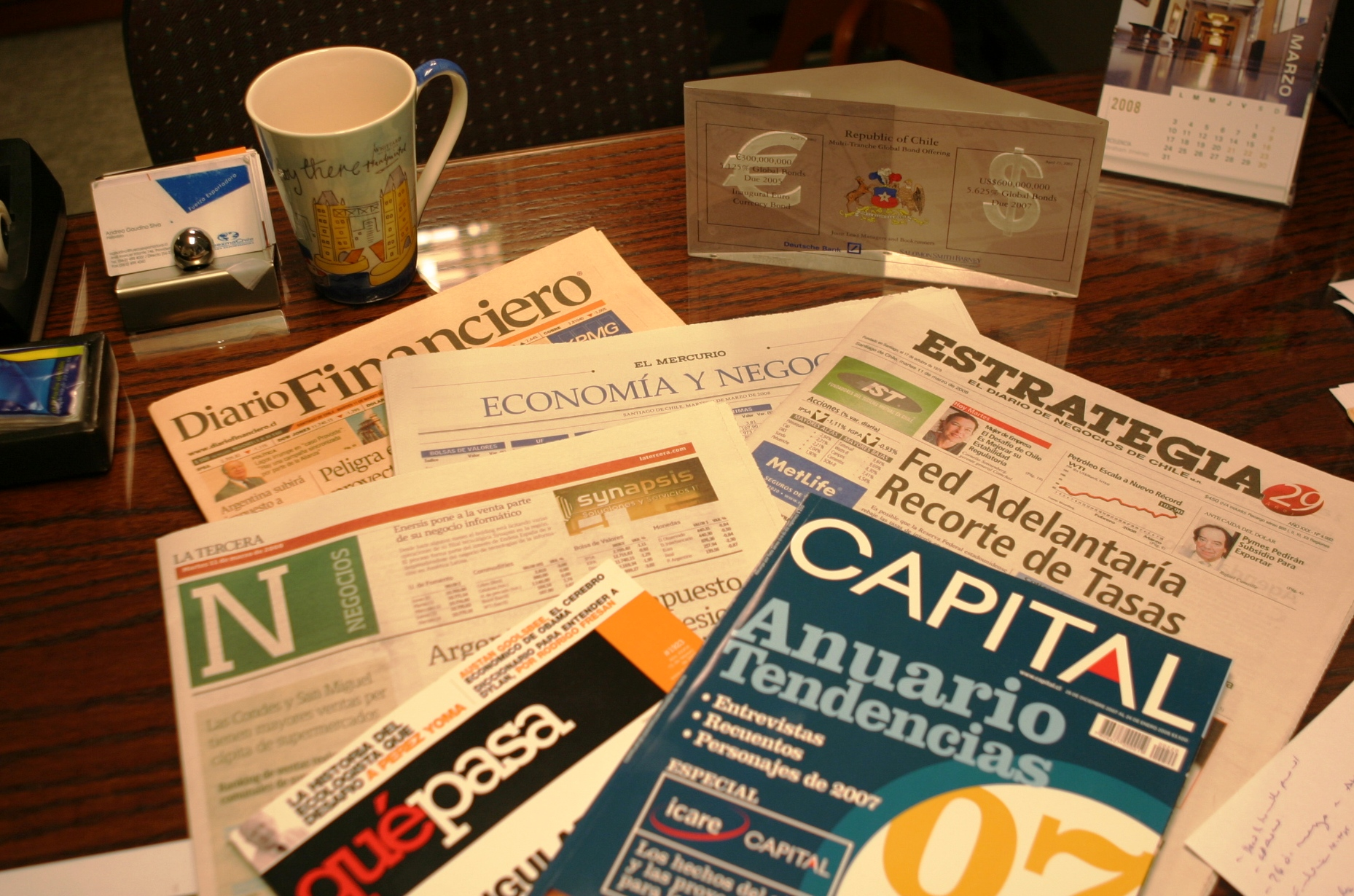
El periodismo económico ha tenido un importante desarrollo desde fines de los 80 en Chile

#### Circulación nacional
- Diario Financiero (Economía)
- El Mercurio (Matutino)
- La Segunda (Vespertino)
- La Tercera (Matutino)
- Las Últimas Noticias (Matutino)
- Publimetro (Gratuito)
- HoyxHoy (Gratuito)

#### Circulación regional
Región de Arica y Parinacota
- La Estrella de Arica (Arica)

Región de Tarapacá
- La Estrella de Iquique (Iquique)
- El Longino (Iquique)

Región de Antofagasta
- El Mercurio de Antofagasta (Antofagasta)
- La Estrella del Norte (Antofagasta)
- La Estrella de Tocopilla (Tocopilla)
- El Mercurio de Calama (Calama)
- La Estrella del Loa (Calama)

Región de Atacama
- El Diario de Atacama (Copiapó)
- Chañarcillo (Copiapó)

Región de Coquimbo
- El Día (La Serena)
- La Región (Coquimbo)
- El Ovallino (Ovalle)

Región de Valparaíso
- El Mercurio de Valparaíso (Valparaíso)
- La Estrella de Valparaíso (Valparaíso)
- El Trabajo (San Felipe)
- El Andino (Los Andes)
- El Observador (Quillota)
- El Líder (San Antonio)

Región Metropolitana De Santiago
- Puente Alto al Día (La Pintana, Pirque, Puente Alto, San José de Maipo)
- El Labrador (Melipilla)
- El Líder de Melipilla (Melipilla, Talagante)

Región del Libertador Gral. Bernardo O'Higgins
- El Rancagüino (Rancagua)
- El Tipógrafo (Rancagua)
- Diario VI Región (San Fernando)
- El Cóndor (Santa Cruz)

Región del Maule
- La Prensa (Curicó)
- El Centro (Talca)
- El Heraldo (Linares)

Región de Ñuble
- La Discusión (Chillán)
- Crónica Chillán (Chillán)

Región del Biobío
- El Sur (Concepción)
- La Estrella de Concepción (Concepción)
- El Diario de Concepción (Concepción)
- La Tribuna (Los Ángeles)

Región de La Araucanía
- El Austral (Temuco)
- Las Noticias (Victoria)
- El Correo del Lago (Villarrica)

Región de Los Ríos
- El Diario Austral de Los Ríos (Valdivia)

Región de Los Lagos
- El Austral de Osorno (Osorno)
- El Heraldo Austral (Puerto Varas)
- El Llanquihue (Puerto Montt)
- El Insular (Castro)
- La Estrella de Chiloé (Castro)

Región de Aysén
- El Diario de Aysén (Coihaique)
- El Divisadero (Coihaique)
- Diario Cóndores del Baker

Región de Magallanes y de la Antártica Chilena
- La Prensa Austral (Punta Arenas)
- El Magallanes (Punta Arenas - edición dominical de La Prensa Austral)
- El Pingüino (Punta Arenas)

### Electrónicos

#### Carácter nacional
- EMOL
- El Mostrador
- Ex-Ante
- Ladera Sur
- Revista La Máquina Medio
- Estrategia (Economía)
- sourmagazine.cl (Cultura y arte)
- Cambio 21
- lanacion.cl
- El Dínamo
- Ciper
- El Periodista (Chile)
- cooperativa.cl
- El Desconcierto
- El Definido
- Interferencia
- Chócale
- Fortín Mapocho Electrónico
- Lacuarta.com
- El Indoamericano.[3]

#### Carácter regional
Región de Arica y Parinacota
- Arica al Día (Arica)
- Arica City (Arica)
- Arica Mía (Arica)
- Brigada7dejunio.com
- Cappissima Multimedial (radio digital)
- DeportesArica.cl (Arica)
- El Ariqueño (Arica)
- El Concordia
- Diario El Morro (Arica)
- El Morrocotudo (Arica)
- Haciendo Riquezas
- Puertanorte.cl
- Radioneura.cl (radio digital)
- Radio Proclamación (radio digital)
- Radiosiente.com (radio digital)

Región de Tarapacá
- El Cavanchino
- TarapacaOnline.cl
- El Boyaldia.cl
- Lamegafm.cl
- Chilemosaico
- Diario El Nortino
- Clickandgo.cl
- Massnoticias.cl

Región de Antofagasta
- El Diario de Antofagasta
- Termómetro Antofagasta
- Región2.cl
- Timeline.cl
- Enlalinea.cl
- Antofagastaturismo.cl
- HijosdelSalitre.cl
- Antofagastanoduerme.cl
- Informarte.cl
- Elnortero.cl
- Antofacity.com

Región de Atacama
- Publichañaral.cl
- Atacamaviva.cl
- Elquehaydecierto.cl
- El Noticiero del Huasco
- Enfoque Digital
- Prensa Chañaral
- Vallenar Digital

Región de Coquimbo
- Centrodenoticias.cl
- Tardehit.cl
- El Observatodo
- Elqui Global
- El Andacollino
- Lanota.cl
- salamancachile.cl
- Diario El Combarbalito

Región de Valparaíso
- El Martutino
- Huelladigital.cl
- Fotoquinta
- Valpovisual.cl
- Misanfelipe.cl
- Periódico Contraplano
- Diario El Porteño
- Quillota Digital
- La Opinión Digital
- Los Andes On Line
- PasionFM.cl
- Edicion.cl
- Putaendo Informa

Región Metropolitana
- Pagina21.cl

- Maipú Ciudadano
- ElComunicador.cl
- Radio San Miguel On Line
- LaSatelite.cl
- TodosJuntosRadio.cl
- FeriasLibresdeChile.cl
- El Paradiario14
- Radio Máxima
- Portal de Melipilla
- FMmusic.cl
- MundoVivo
- Buenos Días Curacaví
- Canceronline.cl
- Somos Melipilla
- Melipilla Deportes
- RadioEme.cl
- Solo Maipucinos Comunicación Social
- lavozdemaipu.cl

Región de O'Higgins
- El Rancahuaso (Rancagua)
- VI.cl (Santa Cruz)
- Rengo Notas (Rengo)
- Rengo en la Noticia (Rengo)
- El Marino (Pichilemu)
- Portal O'Higgins (Rancagua)
- TusNoticias.cl (Rancagua)
- Rengocity.cl (Rengo)
- El Urbano Rural (Rancagua)
- PrensaEnLinea.cl (Rancagua)
- TuCiudadVirtual.cl (Rengo)
- pichilemunews (Pichilemu)

Región del Maule
- El Centro
- Red Maule
- Cauquenesnet.cl
- El Amaule
- Atentos.cl
- Maulee.cl
- VLN Radio

Región de Ñuble
- Cobquecura.cl
- San Carlos Online

Región del Biobío
- El Concecuente
- Tribuna del Biobío
- Radio Online La República
- Biobío Deportivo
- Bío Bío Proyecta
- Cobquecura.cl
- San Carlos Online

Región de la Araucanía
- Clave9.cl
- ElPeriodico.cl
- La Opiñón
- Pulsodiario.cl
- Noticiasdelsur.cl
- Temucodiario.cl
- Diarioelcautin.cl
- Tiempo21.cl

Región de los Ríos
- Diario En Acción
- El Naveghable
- Liztry.cl
- Informador.cl
- El Correo de los Ríos
- Panguipulli Comunidad Web
- Valdivia Capital
- Los Ríos al Día
- El Provincial (Ranco)
- Los Ríos Deporte

Región de los Lagos
- Surlink
- Queilen.cl
- Diario El Huemul
- El Vacanudo
- Río Negro Un Sueño
- Puerto Montt On Line
- Datos Sur
- Sintonízate Maullín
- Chiloé Rural
- Diario El Gong
- Aqua.cl
- Chiloé al Día

Región de Aysén
- El Patagón Domingo
- Radio Patagonia

Región de Magallanes y la Antártica Chilena
- El Patagónico
- Radio de la Mujer
- El Magallanews
- Prensa Antártica
- Tuerca Austral

### Revistas
- The Clinic